# Jens Juel
Jens Juel (1745 – 1802) va ser un pintor danès, principalment conegut pels seus molts retrats, dels quals la col·lecció més extensa es troba al Castell de Frederiksborg.

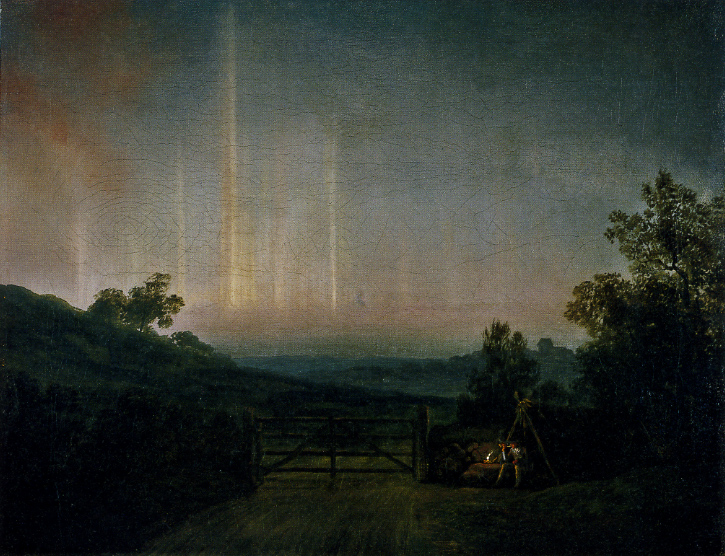
Paisatge amb aurora boreal, 1790.

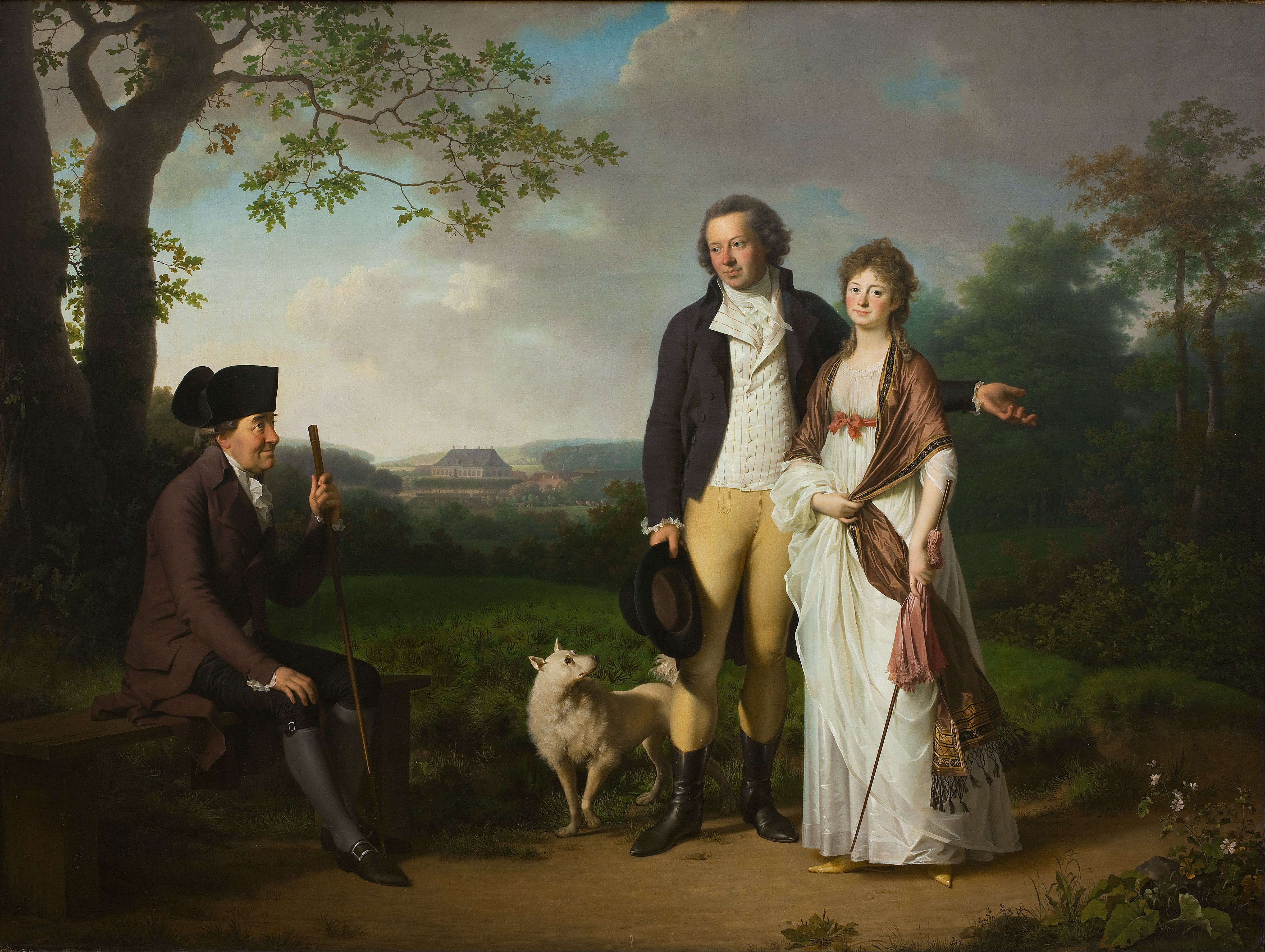
Niels Ryberg with his Son Johan Christian and his Daughter-in-Law Engelke, née Falbe

Nasqué a l'illa Funen. Jens Juel era fill il·legítim de Vilhelmine Elisabeth Juel (1725 – 1799), que era minyona a Wedellsborg, d'un cavaller, probablement un Wedell o Lord Jens Juel. Quan Juel tenia un any d'edat la seva mare es casà amb Jørgen Jørgensen (1724 – 4 1796), que era mestre d'escola a Gamborg.
Jens va ser aprenent del pintor Johann Michael Gehrman a Hamburg. Als 20 anys es traslladà a Copenhaguen per assistir a la Reial Acadèmia d'Art de Dinamarca.
L'any 1772 es traslladà a Roma on hi va romandre dos anys en companyia d'altres artistes danesos com Nicolai Abildgaard. De Roma passà a París, que en aquell moment era el centre de les pintures de retrats. El 1777 va estar dos anys a Ginebra, a casa de Charles Bonnet acompanyat de Johann Friderich Clemens. A Hamburg va pintar un retrat del cèlebre poeta Friedrich Gottlieb Klopstock. Tornà a Copenhagen el 1780.